# Nomada plumosa
Nomada plumosa är en biart som beskrevs av Giovanni Gribodo 1894.
Nomada plumosa ingår i släktet gökbin och familjen långtungebin. Inga underarter finns listade i Catalogue of Life.